# Carcelia septima
Carcelia septima là một loài ruồi trong họ Tachinidae.